# Acehbulbyl
Acehbulbyl (Pycnonotus snouckaerti) är en fågel i familjen bulbyler inom ordningen tättingar.

## Utseende och läte
Acehbulbylen är en stor gråbrun bulbyl med karakteristisk lysande orangefärgad fläck i pannan. Den har vidare mörkt olivgröna vingar och en liten huvudtofs som ger huvudet ett spetsigt uttryck. Den liknar orangetyglad bulbyl som den tidigare ansågs vara en del av, men skiljer sig bland annat genom mörk, ej vit, buk. Lätena liknar de från orangetyglad bulbyl, med bland annat ett bubblande tjatter.

## Utbredning och systematik
Fågeln förekommer på nordvästra Sumatra. Den betraktades tidigare som en underart till orangetyglad bulbyl (Pycnonotus bimaculatus) och vissa gör det fortfarande.

## Levnadssätt
Acehbulbylen hittas i skogar i förberg och lägre bergstrakter. Den är lokalt förekommande och huvudsakligen begränsad till gläntor med utvecklad undervegetation.

## Status
IUCN kategoriserar den som starkt hotad.